# Valinhos
Valinhos is een gemeente in de Braziliaanse deelstaat São Paulo. De gemeente telt 107.481 inwoners (schatting 2009).

## Aangrenzende gemeenten
De gemeente grenst aan Campinas, Itatiba, Itupeva, Morungaba en Vinhedo.

## Cultuur
Valinhos staat bekend om de vele vijgenbomen en het jaarlijkse vijgenfeest.

## Geboren
- Adoniran Barbosa (1912-1982), componist en zanger